# Pamiralis
Pamiralis někdy nazývaný také jako Palyralis je říčka na západě Litvy (Telšiaiský kraj) v Žemaitsku na Žemaitijské vysočině. Pramení ve vsi Akmenskinė, okres Rietavas. Je dlouhá 4 km. Řeka teče směrem západním. Do řeky Minija se vlévá jako její levý přítok 179,1 km od jejího ústí do Atmaty.